# پیتزو فیوررا
پیتزو فیوررا (به لاتین: Pizzo Fiorèra) یک کوه در سوئیس است که در کانتون تیچینو واقع شده‌است. پیتزو فیوررا ۲٬۹۲۱ متر بالاتر از سطح دریا واقع شده‌است.